# Satyrus tsukadai
Satyrus tsukadai är en fjärilsart som beskrevs av Sakai 1978. Satyrus tsukadai ingår i släktet Satyrus och familjen praktfjärilar. Inga underarter finns listade.